# Associazione Calcio Perugia 2003-2004
Questa voce raccoglie le informazioni riguardanti l'Associazione Calcio Perugia nelle competizioni ufficiali della stagione 2003-2004.

## Stagione
La quarta e ultima stagione del primo ciclo Cosmi si apre, nell'estate 2003, con la vittoria del primo e fin qui unico trofeo dell'UEFA nella storia dei grifoni – nonché la prima affermazione confederale per una formazione umbra –, la Coppa Intertoto UEFA, finalmente conquistata dal presidente Luciano Gaucci dopo quattro tentativi nell'ultimo lustro. Il successo arriva da imbattuti, dopo aver eliminato in sequenza i finlandesi dell'Allianssi, i francesi del Nantes-Atlantique e i tedeschi del Wolfsburg, questi ultimi superati nella doppia finale sia al Curi (1-0, gol del neoacquisto Bothroyd) sia a domicilio alla Volkswagen-Arena (2-0, Tedesco e Berrettoni).
Questo trionfo garantisce inoltre al Perugia l'accesso alla più prestigiosa Coppa UEFA, competizione da cui i biancorossi mancano dalla partecipazione d'esordio del 1979-1980 e dove stavolta, superati nei primi turni gli scozzesi del Dundee e i greci dell'Arīs Salonicco, si fermano ai sedicesimi di finale contro il più blasonato PSV, resistendo agli olandesi nell'andata giocata in casa (0-0) ma cedendo nel ritorno al Philips Stadion di Eindhoven (1-3) – togliendosi tuttavia discrete soddisfazioni su di un palcoscenico europeo dove peraltro, tra Intertoto e UEFA, i grifoni mettono assieme una striscia di undici risultati utili consecutivi (otto vittorie e tre pareggi).
Tutt'altra storia in campionato, dove la sesta stagione consecutiva in Serie A inizia in maniera molto problematica. Il Perugia, che ottiene i titoli dei giornali solo per il controverso ingaggio di Saadi Gheddafi, non riesce a vincere una gara per tutto il girone di andata; un ruolino che si ripercuote negativamente anche sulla tornata di ritorno dove, a poche giornate dalla fine del torneo, i grifoni paiono ormai accreditati con certezza della retrocessione.
Ciò nonostante, grazie soprattutto a tre vittorie inanellate negli ultimi tre turni contro Juventus, Roma e Ancona, i biancorossi riescono quantomeno a giocarsi una possibilità di salvezza raggiungendo, proprio nei novanta minuti finali, il quart'ultimo posto della graduatoria e il conseguente doppio spareggio interdivisionale contro la sesta classificata della Serie B, la Fiorentina di Emiliano Mondonico: ad avere la meglio è la squadra viola, vittoriosa all'andata in Umbria (0-1, Fantini) e imbattuta al ritorno in Toscana (1-1, ancora Fantini e pareggio di do Prado), che guadagna così la massima serie a spese dei grifoni, retrocessi in cadetteria dopo sei anni.
Infine in Coppa Italia, dove i biancorossi difendevano la storica semifinale di dodici mesi prima, quest'anno il cammino si ferma ai quarti di finale, sconfitti dalla Juventus poi finalista dell'edizione.
Con l'addio a fine stagione di Cosmi, di fatto si chiude un'epoca nella storia del club perugino.

## Divise e sponsor
Lo sponsor tecnico del Perugia per la stagione 2003-2004 fu la Galex mentre lo sponsor ufficiale fu la Toyota.
| Casa |

## Organigramma societario
Area direttiva
- Presidente: Luciano Gaucci
- Amministratore delegato: Alessandro Gaucci
- Direttore Generale: Stefano Caira

Area organizzativa
- Direttore organizzativo: Roberto Regni
- Segretario generale: Ilvano Ercoli
- Team manager: Alberto Di Chiara

Area comunicazione
- Capo ufficio stampa: Paolo Meattelli
- Addetti stampa: Fabio Meattelli e Paolo Giovagnoni

Area tecnica
- Direttore sportivo: Fabrizio Salvatori
- Allenatore: Serse Cosmi
- Allenatore in seconda: Mario Palazzi

Area sanitaria
- Medico sociale: Giuliano Cerulli

## Rosa
| N. |                      | Ruolo | Calciatore              |
| -- | -------------------- | ----- | ----------------------- |
| 1  | Australia (bandiera) | P     | Željko Kalac            |
| 8  | Italia (bandiera)    | P     | Michele Tardioli        |
| 12 | Italia (bandiera)    | P     | Stefano Pardini         |
| 77 | Italia (bandiera)    | P     | Domenico Di Dio         |
| 2  | Brasile (bandiera)   | D     | Zé Maria                |
| 22 | Italia (bandiera)    | D     | Marco Di Loreto         |
| 14 | Mali (bandiera)      | D     | Souleymane Diamoutene   |
| 6  | Italia (bandiera)    | D     | Giovanni Ignoffo        |
| 11 | Italia (bandiera)    | D     | Fabio Grosso            |
| 29 | Brasile (bandiera)   | D     | Fabiano                 |
| 18 | Italia (bandiera)    | D     | Salvatore Fresi         |
| 30 | Senegal (bandiera)   | D     | Ferdinand Coly          |
|    | Grecia (bandiera)    | D     | Kōnstantinos Loumpoutīs |
| 33 | Grecia (bandiera)    | D     | Evangelos Nastos        |
| 17 | Marocco (bandiera)   | D     | Jamal Alioui            |
| 40 | Italia (bandiera)    | D     | Roberto Cardinale       |
| 17 | Argentina (bandiera) | D     | Carlos Arano            |
| 35 | Argentina (bandiera) | D     | Félix Benito            |
| 16 | Italia (bandiera)    | D     | Luca Bisello Ragno      |
| 28 | Italia (bandiera)    | D     | Luca Gentili            |
| 37 | Italia (bandiera)    | D     | Domenico Maietta        |
| 5  | Nigeria (bandiera)   | C     | Christian Obodo         |
| 44 | Italia (bandiera)    | C     | Fabio Gatti             |
| 20 | Italia (bandiera)    | C     | Massimiliano Fusani     |

| N. |                           | Ruolo | Calciatore                  |
| -- | ------------------------- | ----- | --------------------------- |
| 4  | Italia (bandiera)         | C     | Giovanni Tedesco            |
| 7  | Brasile (bandiera)        | C     | Guilherme Raymundo do Prado |
| 3  | Italia (bandiera)         | C     | Eusebio Di Francesco        |
| 11 | Romania (bandiera)        | C     | Paul Codrea                 |
| 16 | Costa d'Avorio (bandiera) | C     | Christian Manfredini        |
| 18 | Francia (bandiera)        | C     | Gaël Genevier               |
| 19 | Libia (bandiera)          | C     | Saadi Gheddafi              |
| 25 | Italia (bandiera)         | C     | Riccardo Cazzola            |
| 26 | Italia (bandiera)         | C     | Fabio Filippi               |
| 9  | Inghilterra (bandiera)    | A     | Jay Bothroyd                |
| 29 | Italia (bandiera)         | A     | Massimo Margiotta           |
| 15 | Italia (bandiera)         | A     | Fabrizio Ravanelli          |
| 27 | Italia (bandiera)         | A     | Dario Hübner                |
| 10 | Italia (bandiera)         | A     | Franco Brienza              |
| 15 | Grecia (bandiera)         | A     | Zīsīs Vryzas                |
| 10 | Italia (bandiera)         | A     | Emanuele Berrettoni         |
| 26 | Uruguay (bandiera)        | A     | Marcelo Zalayeta            |
| 23 | Italia (bandiera)         | A     | Luigi Giandomenico          |
| 24 | Italia (bandiera)         | A     | Francesco Zerbini           |
| 37 | Italia (bandiera)         | A     | Gabriele Scandurra          |
| 23 | Croazia (bandiera)        | A     | Saša Bjelanović             |
|    | Italia (bandiera)         | A     | Alessandro Iannuzzi         |
| 21 | Argentina (bandiera)      | A     | Juan Turchi                 |

## Risultati

### Serie A

#### Girone di andata
| Arbitro: | Rodomonti (Roma) |

|                        |           |                       |
| Vryzas 9’ Bothroyd 27’ | Marcatori | 19’ Ardito 48’ Taddei |

| Arbitro: | Saccani (Mantova) |

|                                                |           |  |
| Bresciano 27’ Adriano 50’ (rig.) Gilardino 83’ | Marcatori |  |

| Arbitro: | Paparesta (Bari) |

|            |           |             |
| Vryzas 30’ | Marcatori | 19’ Gattuso |

| Arbitro: | Palanca (Roma) |

|                                                   |           |               |
| Zanchetta 41’, 52’ (rig.) Semioli 65’ Santana 80’ | Marcatori | 49’ Di Loreto |

| Perugia 5 ottobre 2003, ore 18:00 5ª giornata | Perugia          | 0 – 0 referto | Reggina | Stadio Renato Curi\| Arbitro: \| Bertini (Arezzo) \| |
| Arbitro:                                      | Bertini (Arezzo) |               |         |                                                      |

| Arbitro: | Gabriele (Frosinone) |

|                               |           |                                    |
| Dalla Bona 71’ F. Rossini 78’ | Marcatori | 49’ (aut.) F. Rossini 69’ Bothroyd |

| Arbitro: | Cassarà (Palermo) |

|                                          |           |                            |
| Di Loreto 42’ Bothroyd 44’ Margiotta 89’ | Marcatori | 36’, 62’, 77’ Fava Passaro |

| Arbitro: | Morganti (Ascoli Piceno) |

|                |           |  |
| Allegretti 50’ | Marcatori |  |

| Arbitro: | Rosetti (Torino) |

|                            |           |                          |
| Margiotta 45+2’ Grosso 82’ | Marcatori | 6’ Chevanton 56’ Ledesma |

| Arbitro: | Bolognino (Milano) |

|                                              |           |            |
| Stankovic 45+1’ Corradi 87’ S. Inzaghi 90+3’ | Marcatori | 62’ Grosso |

| Arbitro: | Paparesta (Bari) |

|            |           |           |
| Vryzas 40’ | Marcatori | 3’ Rocchi |

| Arbitro: | Farina (Novi Ligure) |

|                   |           |                  |
| C. Vieri 25’, 81’ | Marcatori | 89’ Gio. Tedesco |

| Arbitro: | Rodomonti (Roma) |

|                                            |           |                                     |
| Ignoffo 39’ Margiotta 55’ Gio. Tedesco 58’ | Marcatori | 16’, 89’ Flachi 60’ (aut.) Tardioli |

| Arbitro: | Rizzoli (Bologna) |

|                                  |           |                                |
| Margiotta 5’ Dainelli 72’ (aut.) | Marcatori | 10’ Di Biagio 77’ A. Filippini |

| Arbitro: | Racalbuto (Gallarate) |

|            |           |  |
| Nedved 29’ | Marcatori |  |

| Arbitro: | Tombolini (Ancona) |

|  |           |            |
|  | Marcatori | 3’ Mancini |

| Ancona 18 gennaio 2004, ore 15:00 17ª giornata | Ancona         | 0 – 0 referto | Perugia | Stadio Del Conero\| Arbitro: \| Palanca (Roma) \| |
| Arbitro:                                       | Palanca (Roma) |               |         |                                                   |

#### Girone di ritorno
| Arbitro: | Messina (Bergamo) |

|                        |           |              |
| Flo 87’ Fernando 90+3’ | Marcatori | 5’ Ravanelli |

| Arbitro: | Rosetti (Torino) |

|                               |           |                             |
| Hubner 8’ Zé Maria 41’ (rig.) | Marcatori | 35’ Gilardino 38’ D. Morfeo |

| Arbitro: | Trefoloni (Siena) |

|                                |           |                  |
| Rui Costa 74’ Pirlo 78’ (rig.) | Marcatori | 84’ (rig.) Fresi |

| Arbitro: | Preschern (Mestre) |

|  |           |                               |
|  | Marcatori | 67’ Barzagli 90+3’ F. Cossato |

| Arbitro: | Bolognino (Milano) |

|                  |           |                           |
| Cozza 53’ (rig.) | Marcatori | 20’ Zé Maria 90+1’ Hubner |

| Arbitro: | Tombolini (Ancona) |

|                                                               |           |                   |
| Ravanelli 32’ Codrea 68’ Zé Maria 75’ (rig.) Fresi 84’ (rig.) | Marcatori | 61’, 86’ Bellucci |

| Arbitro: | Racalbuto (Gallarate) |

|              |           |               |
| Iaquinta 46’ | Marcatori | 57’ Di Loreto |

| Arbitro: | Tombolini (Ancona) |

|                     |           |               |
| Zé Maria 75’ (rig.) | Marcatori | 18’ Vignaroli |

| Arbitro: | Morganti (Ascoli Piceno) |

|            |           |                           |
| Dalmat 86’ | Marcatori | 14’ Brienza 60’ Di Loreto |

| Arbitro: | Racalbuto (Gallarate) |

|             |           |                            |
| Brienza 48’ | Marcatori | 29’ Fiore 58’ Giannichedda |

| Arbitro: | Paparesta (Bari) |

|            |           |  |
| Rocchi 64’ | Marcatori |  |

| Arbitro: | Messina (Bergamo) |

|                             |           |                              |
| Di Francesco 48’ Hubner 58’ | Marcatori | 24’, 86’ Adriano 88’ Martins |

| Arbitro: | Bolognino (Milano) |

|                           |           |                            |
| Diana 39’ Flachi 45’, 87’ | Marcatori | 47’ Zé Maria 85’ Ravanelli |

| Arbitro: | Rodomonti (Roma) |

|               |           |               |
| R. Baggio 45’ | Marcatori | 38’ Ravanelli |

| Arbitro: | Pieri (Genova) |

|               |           |  |
| Ravanelli 49’ | Marcatori |  |

| Arbitro: | Bolognino (Milano) |

|             |           |                                        |
| Cassano 12’ | Marcatori | 19’, 24’ (rig.) Zé Maria 83’ Ravanelli |

| Arbitro: | De Santis (Roma) |

|              |           |  |
| Bothroyd 64’ | Marcatori |  |

#### Spareggio interdivisionale
| Arbitro: | Trefoloni (Siena) |

|  |           |             |
|  | Marcatori | 10’ Fantini |

| Arbitro: | Rosetti (Torino) |

|             |           |              |
| Fantini 47’ | Marcatori | 82’ Do Prado |

### Coppa Italia
| Arbitro: | Cruciani (Pesaro) |

|           |           |                   |
| Pozzi 72’ | Marcatori | 36’, 50’ Do Prado |

| Arbitro: | Rizzoli (Bologna) |

|                                    |           |                              |
| Coly 2’ Do Prado 37’ Margiotta 59’ | Marcatori | 26’ Ongfiang 74’ Ceccarrelli |

| Arbitro: | Rizzoli (Bologna) |

|                              |           |          |
| Sculli 16’ De Franceschi 86’ | Marcatori | 72’ Coly |

| Arbitro: | Farina (Novi Ligure) |

|                                       |           |  |
| Obodo 42’ Diamoutene 60’ Bothroyd 67’ | Marcatori |  |

| Arbitro: | Bertini (Arezzo) |

|                |           |                          |
| Manfredini 66’ | Marcatori | 45’ Zalayeta 88’ Di Vaio |

| Arbitro: | Cassarà (Palermo) |

|             |           |  |
| Miccoli 39’ | Marcatori |  |

### Coppa Intertoto UEFA
| Arbitro: | Halsey |

|                         |           |  |
| Bothroyd 24’ Fusani 45’ | Marcatori |  |

| Arbitro: | Sippel |

|  |           |                        |
|  | Marcatori | 21’ Gatti 70’ Zé Maria |

| Arbitro: | Yefet |

|  |           |               |
|  | Marcatori | 60’ Di Loreto |

| Perugia 6 agosto 2003 Semifinali - Ritorno | Perugia            | 0 – 0 | Nantes-Atlantique | Stadio Renato Curi\| Arbitro: \| Rodríguez Santiago \| |
| Arbitro:                                   | Rodríguez Santiago |       |                   |                                                        |

| Arbitro: | Gomes Costa |

|              |           |  |
| Bothroyd 38’ | Marcatori |  |

| Arbitro: | van Egmond |

|  |           |                            |
|  | Marcatori | 17’ Tedesco 90’ Berrettoni |

### Coppa UEFA
| Arbitro: | Širić |

|            |           |                          |
| Wilkie 64’ | Marcatori | 51’ Di Loreto 84’ Fusani |

| Arbitro: | Hriňák |

|               |           |  |
| Margiotta 72’ | Marcatori |  |

| Arbitro: | Méndez |

|                           |           |  |
| Margiotta 47’, 86’ (rig.) | Marcatori |  |

| Arbitro: | Leuba |

|                    |           |               |
| Papadopoulos 90+4’ | Marcatori | 28’ Margiotta |

| Perugia 26 febbraio 2004, ore 19:30 (CET) Sedicesimi di finale - Andata | Perugia | 0 – 0 referto | PSV | Stadio Renato Curi\| Arbitro: \| Benes \| |
| Arbitro:                                                                | Benes   |               |     |                                           |

| Arbitro: | Iturralde González |

|                             |           |              |
| Hofland 22’ Kezman 43’, 48’ | Marcatori | 88’ Zé Maria |